# You're All Surrounded
You're All Sorrunded (en hangul, 너희들은 포위됐다; romanización revisada, Neohuideuleun powidwaessda) también conocida en español como Están todos rodeados, es una serie de televisión surcoreana de acción emitida durante 2014 y protagonizada por Lee Seung Gi, Cha Seung-won, Go Ara, Ahn Jae Hyun, Park Jung-min, Oh Yoon-ah y Sung Ji-ru. Fue dirigida por Yoo In Shik anteriormente conocido por Giang (2010) y Bad Wife (2005).
Fue transmitida por Seoul Broadcasting System, desde el 7 de mayo hasta el 17 de julio de 2014, finalizando con una longitud de 20 episodios más un especial, al aire las noches de los días miércoles y jueves a las 21:55 (KST). Tuvo gran éxito en China, en el sitio de streaming QQ Video registro mientras la serie aún estaba siendo emitida, 200 millones de reproducciones, además durante varias ocasiones fue lo más buscado en Baidu y Weibo.

## Argumento
Eun Dae-gu (Lee Seung Gi), Uh Soo-sun (Go Ara), Park Tae-il (Ahn Jae Hyun) y Ji Gook (Park Jung Min), son cuatro jóvenes detectives novatos que llegan a trabajar a la estación de policía de Gangnam en su primer día de trabajo.
Después de presenciar el asesinato de su madre a una edad temprana, Kim Ji-yong (Lee Seung-gi) se convirtió en detective para investigar la muerte de su madre. Más tarde cambió su nombre a Eun Dae-gu para pasar inadvertido ante el asesino de su madre. En su camino, se reúne con Uh Soo-sun (Go Ara), que asistió a la misma escuela secundaria y gradualmente desarrollan una relación romántica. Al mismo tiempo, espía a su líder de equipo, Seo Pan-seok (Cha Seung-won), creyendo que está relacionado con el asesino del caso de su madre. A medida que descubre la verdad detrás del incidente de hace 11 años, aprende sobre su pasado y su identidad, así como a establecer conexiones profundas con las personas que lo rodean.

## Reparto

### Personajes principales
- Lee Seung Gi como Eun Dae-gu / Kim Ji-yong.
  - Ahn Do-gyu como Dae-gu (niño).
- Cha Seung-won como Seo Pan Seok.

### Personajes secundarios
Unidad de crímenes, equipo 3
- Go Ara como Uh Soo Sun.
  - Ji Woo como Soo Sun (adolescente).
- Ahn Jae Hyun como Park Tae Il.
- Sung Ji-ru como Lee Eung Do.
- Park Jung-min como Ji Gook.

Estación de policía de Gangnam
- Oh Yoon-ah como Kim Sa Kyung.
- Im Won-hee como Cha Tae-ho.
- Seo Yi-sook como Kang Suk-soon.

### Otros personajes
- Jung Dong Hwan como Yoo Moon Bae.
- Moon Hee Kyung como Yoo Ae Yeon.
- Lee Ki Young como Shin Ji Il.
- Oh Young Shil como Jang Hyang Sook.
- Song Young Kyu como Jo Hyung Chul.

### Apariciones especiales
- Kim Hee Jung como Kim Hwa Young.
- Choi Jin-ho como Park Seung-oh.
- Lee Han Na como Shim Hye Ji.
- Yang Han Yeol como Park Min Soo.
- Maeng Bong Hak como Profesor.
- Park Hwi Soon.
- Seo Yoo Ri.
- Kim Kang Hyun.
- Lee Han-wi como Dr. Byung, el director de cirugía plástica. (ep. 3)
- Jung Se Hyung como Kim Jae Min.
- Choi Woo Shik.
- Kim Ji-han como Oh Hee-min (episodios 10 y 11).
- Kim Min Ha como Ji Hee.
- Choi Young Shin.
- Jo Hwi Joon.
- Lim Seung Dae.
- Choi Woong como Kim Shin-myung (episodios 5 y 6).
- Ahn Se-ha (episodios 5 y 6).
- Lee Geun Joo.
- Yang Joo Ho.
- Baek Seung Hyun.
- Son Jong Hwan.
- Lee Yi Kyung.
- In Sung Ho.
- Jun Jin Ki.
- Yang Hyung Wook.
- Kwon Hyung Joon.
- Han Yoo Yi.
- Seo Yoon Ah como Seo Kyung Eun.
- Jung Dong Kyu como Kwon Hyuk Joo.
- Kim Han Joon.
- Bae Noh Ri.
- Heo Sung-tae como Detective Oh.
- Kim Hyun.

## Recepción

### Audiencia
En Azul la audiencia más baja y en rojo la más alta, correspondientes a las empresas medidoras TNms y AGB Nielsen.
| Ep. #    | Fecha original de emisión | Cuota de pantalla | Cuota de pantalla | Cuota de pantalla | Cuota de pantalla |
| Ep. #    | Fecha original de emisión | TNmS Ratings      | TNmS Ratings      | AGB Nielsen       | AGB Nielsen       |
| Ep. #    | Fecha original de emisión | Nacional          | Seúl              | Nacional          | Seúl              |
| -------- | ------------------------- | ----------------- | ----------------- | ----------------- | ----------------- |
| 1        | 7 de mayo de 2014         | 11.0 %            | 14.1 %            | 12.3 %            | 13.9 %            |
| 2        | 8 de mayo de 2014         | 13.2 %            | 16.2 %            | 14.2 %            | 15.8 %            |
| 3        | 14 de mayo de 2014        | 11.5 %            | 14.3 %            | 12.1 %            | 13.5 %            |
| 4        | 15 de mayo de 2014        | 14.0 %            | 17.3 %            | 12.8 %            | 14.0 %            |
| 5        | 21 de mayo de 2014        | 12.0 %            | 15.0 %            | 12.4 %            | 13.5 %            |
| 6        | 22 de mayo de 2014        | 12.3 %            | 14.9 %            | 13.2 %            | 14.0 %            |
| 7        | 28 de mayo de 2014        | 12.4 %            | 15.6 %            | 13.6 %            | 15.1 %            |
| 8        | 29 de mayo de 2014        | 12.5 %            | 14.8 %            | 12.8 %            | 13.4 %            |
| 9        | 5 de junio de 2014        | 12.4 %            | 15.4 %            | 10.7 %            | 11.7 %            |
| 10       | 12 de junio de 2014       | 10.3 %            | 11.8 %            | 9.6 %             | 9.9 %             |
| 11       | 18 de junio de 2014       | 10.5 %            | 12.4 %            | 10.2 %            | 11.0 %            |
| 12       | 19 de junio de 2014       | 11.6 %            | 13.6 %            | 11.0 %            | 12.1 %            |
| 13       | 25 de junio de 2014       | 12.2 %            | 15.4 %            | 11.1 %            | 11.6 %            |
| 14       | 26 de junio de 2014       | 13.1 %            | 15.3 %            | 11.9 %            | 12.7 %            |
| 15       | 2 de julio de 2014        | 11.2 %            | 13.4 %            | 10.7 %            | 11.5 %            |
| 16       | 3 de julio de 2014        | 12.0 %            | 14.4 %            | 11.8 %            | 13.2 %            |
| 17       | 9 de julio de 2014        | 10.8 %            | 13.7 %            | 12.0 %            | 13.6 %            |
| 18       | 10 de julio de 2014       | 11.5 %            | 13.9 %            | 12.9 %            | 14.2 %            |
| 19       | 16 de julio de 2014       | 11.2 %            | 13.4 %            | 11.2 %            | 11.9 %            |
| 20       | 17 de julio de 2014       | 14.2 %            | 17.0 %            | 13.4 %            | 14.0 %            |
| Promedio | Promedio                  | 12.0 %            | 14.6 %            | 12.0 %            | 13.1 %            |
| E        | 11 de junio de 2014       | 6.6 %             | 6.9 %             | 6.5 %             | 7.2 %             |

## Banda sonora
| Track listing |                                                |                             |          |  |
| N.º           | Título                                         | Artista                     | Duración |  |
| 1.            | «사랑하나 봐» (I'm in love)                    | Lee Seung Chul              | 3:28     |  |
| 2.            | «사랑 그 한마디» (Love, The Only Word)         | Taeyeon (Girls' Generation) | 3:55     |  |
| 3.            | «나 왜이래» (Why Am I like This)               | San E, Kang Min Hee         | 3:20     |  |
| 4.            | «그게 너였다» (It Was You)                     | Ahn Jae Hyun                | 4:37     |  |
| 5.            | «그대만 보여요» (Eyes On You)                  | Kwon Jin Ah                 | 4:21     |  |
| 6.            | «One Love»                                     | EDEN                        | 3:33     |  |
| 7.            | «너희들은 포위됐다» (You Are All Surrounded)   | Ha Keun Young, Ryu Min Ji   | 1:44     |  |
| 8.            | «테헤란로 114길 11» (Teheran Road 114 Gil 11)  | Ha Keun Young, Ryu Min Ji   | 2:07     |  |
| 9.            | «강남경찰서 P4» (Gangnam Police station P4)    | Ha Keun Young               | 3:33     |  |
| 10.           | «We Are Partners»                              | Ha Keun Young               | 2:28     |  |
| 11.           | «한 뼘의 성장» (Han Ppyeomui Seongja)          | Ha Keun Young               | 3:52     |  |
| 12.           | «The End, And New Beginning»                   | Ha Keun Young               | 2:55     |  |
| 13.           | «Trauma»                                       | Ha Keun Young               | 3:02     |  |
| 14.           | «사람이 온다는 것은» (Sarami Ondaneun Geoteun) | Ha Keun Young               | 5:16     |  |
| 15.           | «Photographic Memory»                          | Ha Keun Young               | 2:14     |  |
| 16.           | «The Crime Occurred!»                          | Lee Yong Yoon               | 2:03     |  |
| 17.           | «Justice For All»                              | Lee Yong Yoon               | 3:42     |  |
| 18.           | «Top Secret»                                   | Ha Keun Young               | 2:00     |  |

## Emisión internacional
- Canadá: All TV (2014).
- Estados Unidos: Sky Link TV (2015).
- Filipinas: Cine Mo (2016).
- Ghana: Joy Prime TV.
- Hong Kong: TVB Japanese Drama (2015), TVB Window (2015) y J2 (2015-2016).
- Indonesia: Rajawali Televisi.
- Japón: TV Asahi (2018).
- Malasia: Sony One TV (2014).
- Singapur: Channel U (2015).
- Tailandia: Channel 7 (2017).
- Taiwán: GTV (2014).
- Vietnam: HTV2 (2015)